# Sauce verte
La sauce verte est une famille de sauces à base d'une vinaigrette ou d'une mayonnaise et d'herbes potagères vertes dont certaines sont fixées dans la cuisine française comme la rémoulade, la persillade, la ravigote, la gribiche, la tartare et la sauce Vincent ou mayonnaise verte et d'autres disparues comme la gaillarde ou la bachique verte piquante. Elle connaît des versions spécifiques dans les cuisines allemande, italienne, anglo-irlandaise, américaine et des variantes asiatiques à base de sauce de poisson ou hispano-américaine piquante.
Ces sauces remontent à une haute antiquité et d'un usage constant sous nombreuses variantes spécialement froides avec les poissons, les viandes, les légumes et les salades. Elles connaissent une nouvelle jeunesse avec la cuisine végétarienne.

## Les noms, les sauces
Dans toutes les langues, l'adjectif vert, pour la couleur verte, est accolé à sauce. On retient comme point commun en dehors de la couleur un appareil à mayonnaise à base d'œuf cru ou cuit dur ou une vinaigrette. Il en existe de multiples compositions.

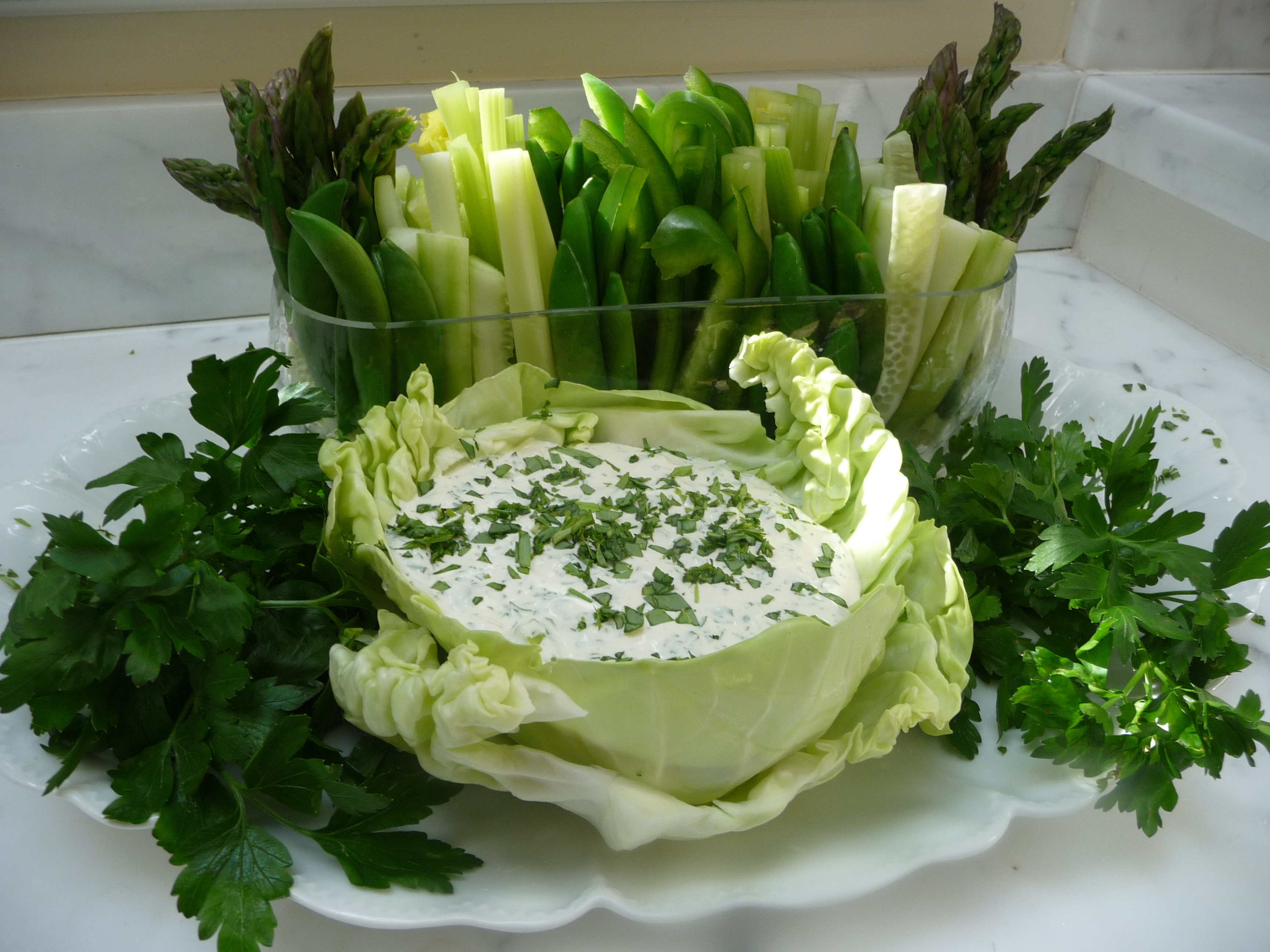
Sauce Déesse verte aux États-Unis.

Sauce verte se rencontre en anglais, Jeanne Kelley (2013) écrit : « Bright-tasting sauce verte, green sauce », green sauce est le plus fréquent. Stephen Bradwell en donne une première recette en 1633 sous ce nom (herbes vertes dans la graisse de bœuf) suivi de Jean Gérard (1636) qui la fait avec des feuilles d'épine-vinette ou d'oseille sans préciser la sauce.
Les compositions actuelles sont un appareil à mayonnaise (avec moutarde) avec un vaste choix d'herbes et d'échalote, de la menthe. La sauce Green goddess (Déesse verte), des États-Unis est une mayonnaise verte à la crème sure.

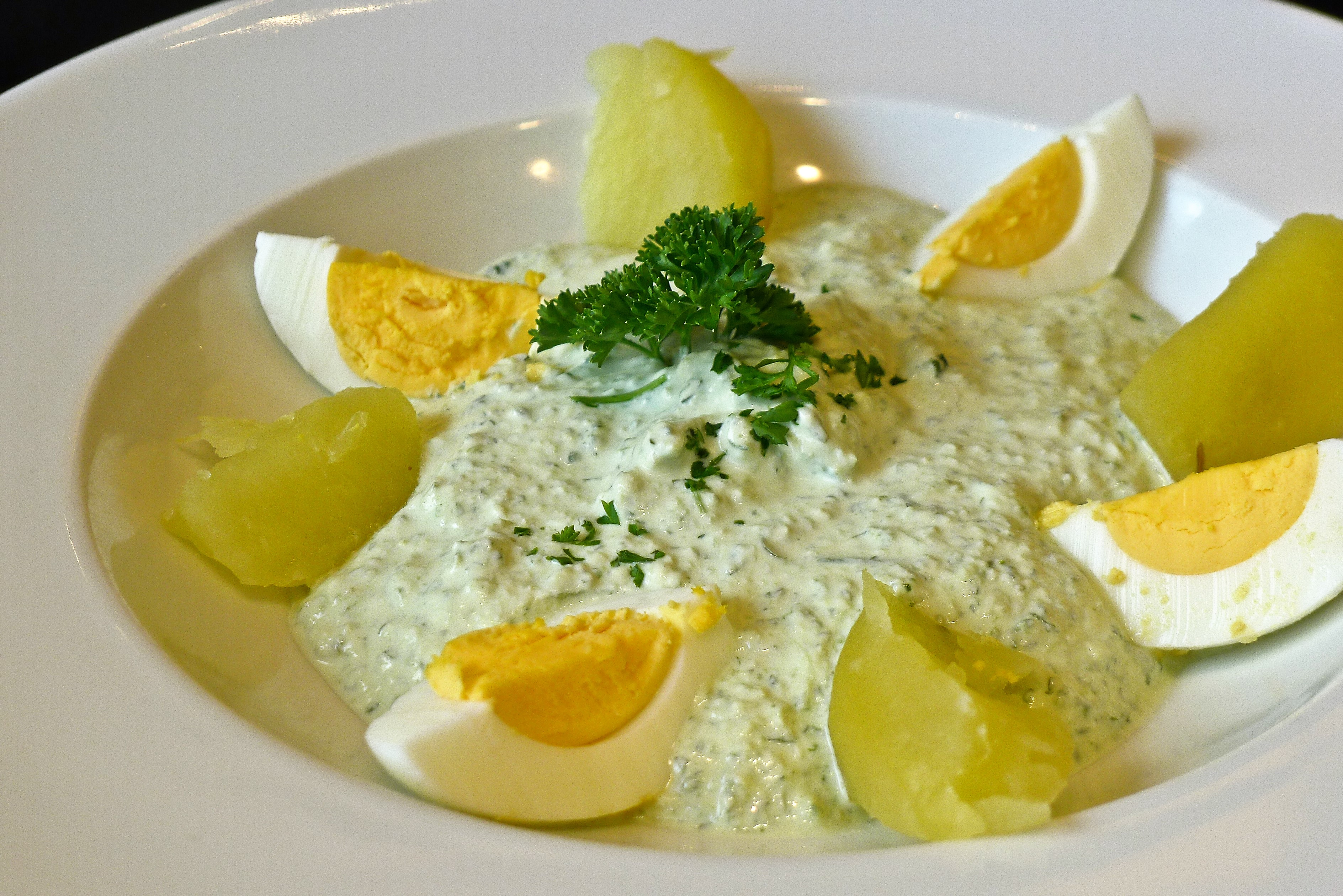
Œuf dur et pomme de terre à la sauce verte de Francfort.

En allemand, grüne Sauce et grüne Brühe apparaît au XIXe siècle ; le Neues schweizerisches Kochbuch (1851) donne une sauce verte chaude et une froide comparables aux versions françaises de l'époque. La Frankfurter grüne Soße (sauce verte de Frankfort) ou Frankfurter grie Soß (dans le dialecte de Francfort), qui bénéfice d'une IGP depuis 2016, est une mayonnaise émulsionnée colorée et aromatisé de sept herbes potagères : bourrache, cerfeuil, cresson, persil, pimprenelle, oseille et ciboulette. Dans la Hesse, on trouve localement des versions avec aneth, mélisse et livèche. La sauce Kasseler Grünen de Cassel est une sauce verte à la crème sure avec herbes hachées, œuf dur et vinaigrette.
En Italie, la salsa verde (sauce verte) accompagne le bœuf ou le veau bouilli. La version du Piédmont, Bagnet verd ou sauce piémontaise (appareil à mayonnaise aux œufs durs avec persil, ail, anchois, mie de pain) est réputée. La version gênoise (bagnetto) contient des olives, des pignons, on la sert avec la poularde.
La salsa verde ou molho verde espagnole incorpore un bouillon de poisson (on la sert avec le poisson et les coquillages) de l'ail et huile d'olive. La molho verde portugaise accompagne le poulpe, les œufs de poisson ou la bacalhau.

## Histoire
Jean Bottéro indique qu'en Mésopotamie les viandes étaient servies avec de l'ail, des verdures probablement crues et un liquide (vinaigre). Les anciens romains nommaient les sauces par leur couleur, ius viride, salsa viridis, condimentum viride est la sauce verte (utilisée par Apicius: Ius viride in avibus, poulet à la sauce verte, la sauce est aigre-douce avec vin, huile, vinaigre, épices et verdures dont coriandre et aneth). Au Moyen Âge, vers 1190, Alexandre Neckam cuit son poisson cum viridi sapore, à base de sauge, persil, dictame et à la même époque l'Anonyme andalou donne une « poule verte » avec vinaigre, jus de coriandre verte, huile d'olive à la coriandre verte, branches de fenouil et feuilles de cédratier. Au XIVe siècle le Traité sur la méthode de préparation et d'assaisonnement de toutes sortes donne une recette de sauce verte avec gingembre, cannelle, muscade, girofle, persil et sauge. « Il est parlé de la sauce verte dans les Poésies des Troubadours […] dans les Statuts donnés aux Sauciers en 1394. Quelques-unes des dix-sept sauces indiquées par le Queux de Charles VII, telles que la sauce verte, la sauce Robert, etc. se sont conservées jusqu’à nous », lit-on dans La Vie privée des Français.

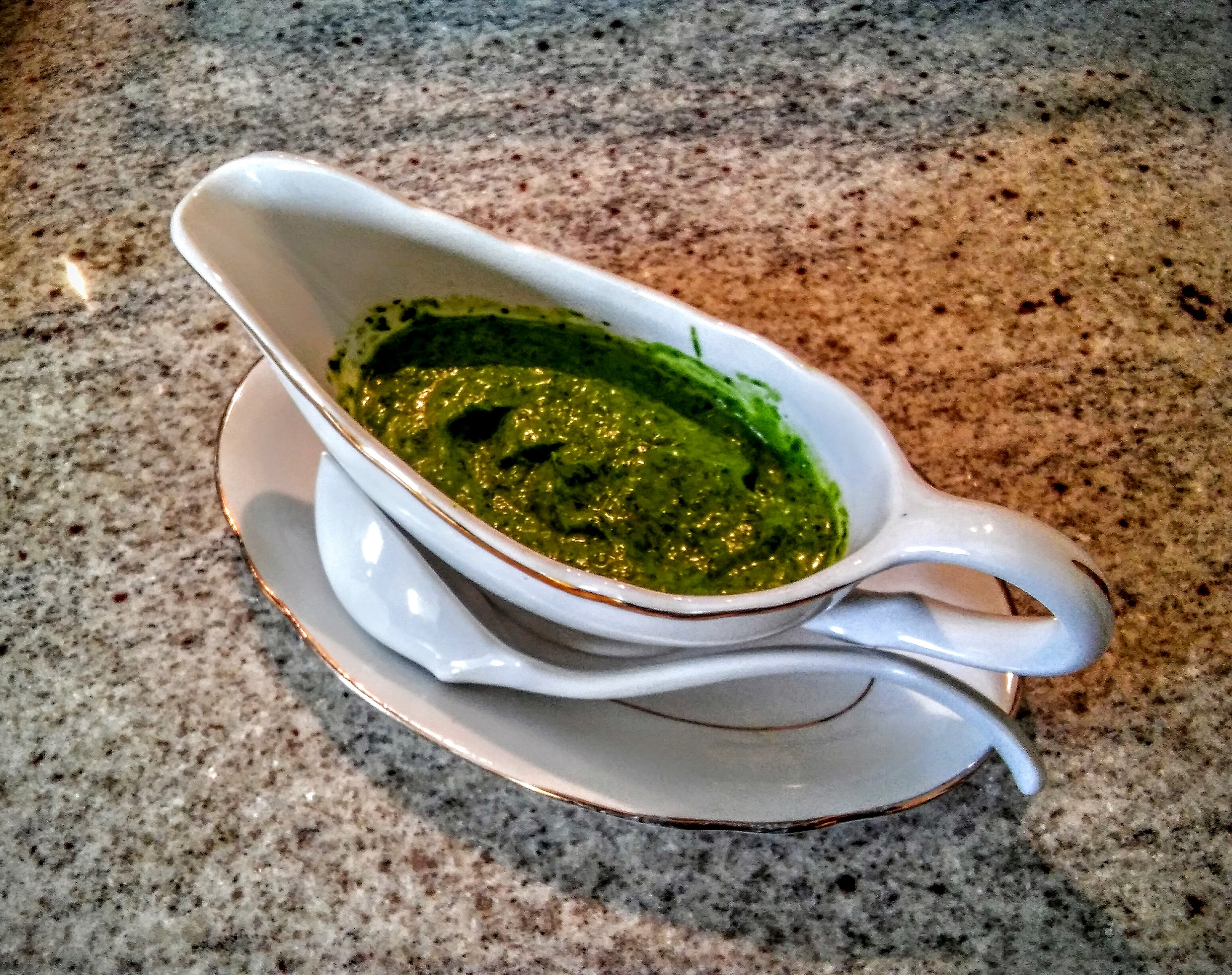
En saucière.

Dans Histoire et recherches des antiquités de la ville de Paris, Henri Sauval (1623-1676) écrit : « La sauce verte qui était composée de gingembre et de verjus, et qu'on verdissait avec du persil tout frais et du blé vert et où l'on mettait du pain blanc. » La recette est durablement citée. La Varenne (1684) donne la recette de la sauce verte à base de jeunes pousses de blé et de pain rendue célèbre par Rabelais, François Marin reprend la recette quasi inchangée en 1758, puis dans le Dictionnaire de l'Académie en 1798.
Au XIXe siècle apparaissent les ancêtres de la mayonnaise verte chez Menon, la sauce verte faite de jus d'herbes (cresson alénois, cerfeuil, estragon, la corne de cerf et pimprenelle) dans un coulis et chez Archambault (1821) la sauce émulsionnée teintée au vert d'épinard. À partir de cette époque la mention de la sauce verte devient fréquente dans les textes français numérisés et le reste jusqu'à nos jours. Il existe alors une sauce verte chaude (au vin blanc et liée par des œufs) et une froide à la moutarde. Dans le Grand Dictionnaire de cuisine d'Alexandre Dumas la sauce verte est une sauce à base de consommé de volaille verdi de jus d'épinard distincte des ravigotes chaude ou froide. Littré en 1872 donne 3 sauces vertes: une sauce verte à base de pousses de blé, la ravigote et la rémoulade.

### Une mayonnaise verdie

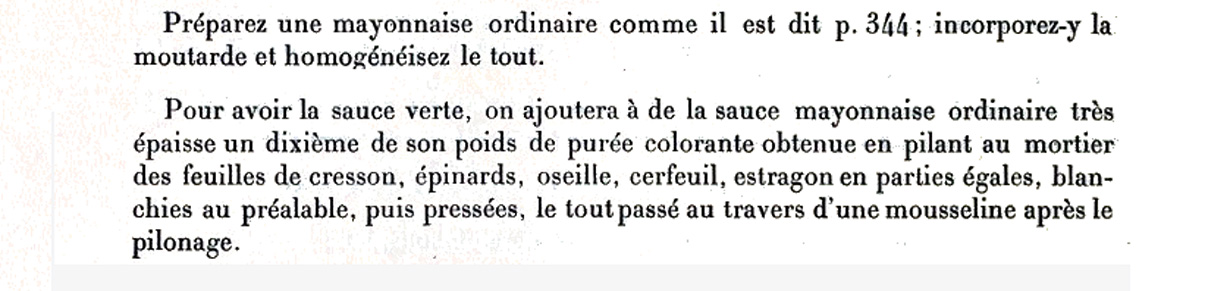
Ali-Bab, recette mayonnaise verte.

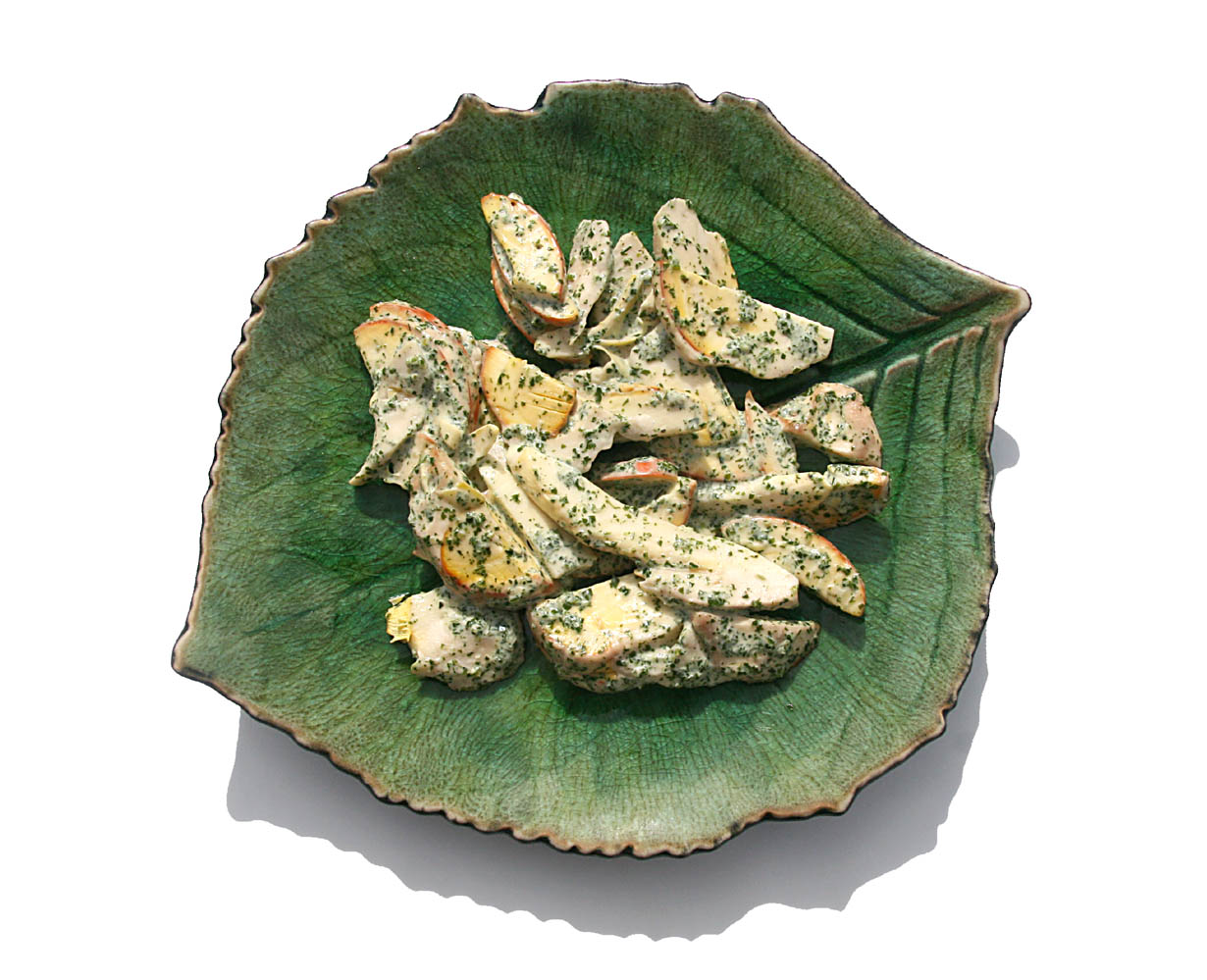
Amanite des Césars sauce verte.

Escoffier, le grand ordonnateur, fixe en 1912 la recette contemporaine dans ses sauces froides. C'est une mayonnaise verte, il la distingue de la sauce Vincent dont on fait pourtant souvent un synonyme : « Sauce verte. Jeter à l'eau bouillante, et blanchir vivement pendant 5 min : 50 g de feuilles d'épinards et autant de feuilles de cresson et de persil, cerfeuil et estragon. Égoutter ; rafraîchir rapidement ; presser à fond ; piler ces herbes et les tordre fortement dans un torchon, de façon à obtenir un dl de jus d'herbes épais. Ajouter ce jus à 9 dl de sauce mayonnaise, tenue très serrée et bien relevée. Cette sauce sert pour poissons froids et crustacés. »
Jean-François Mallet, Jean-François Piège et Michel Maincent-Morel la reprennent sans grosse modification.
Pour autant, on trouve toujours une grande diversité de recettes : au vin blanc et au fumet de poisson, vinaigrette au piment verdie (Hélène Darroze), au tofu, jus d'orange et de citron (Julie Andrieu), etc.

## Les variantes de sauce verte

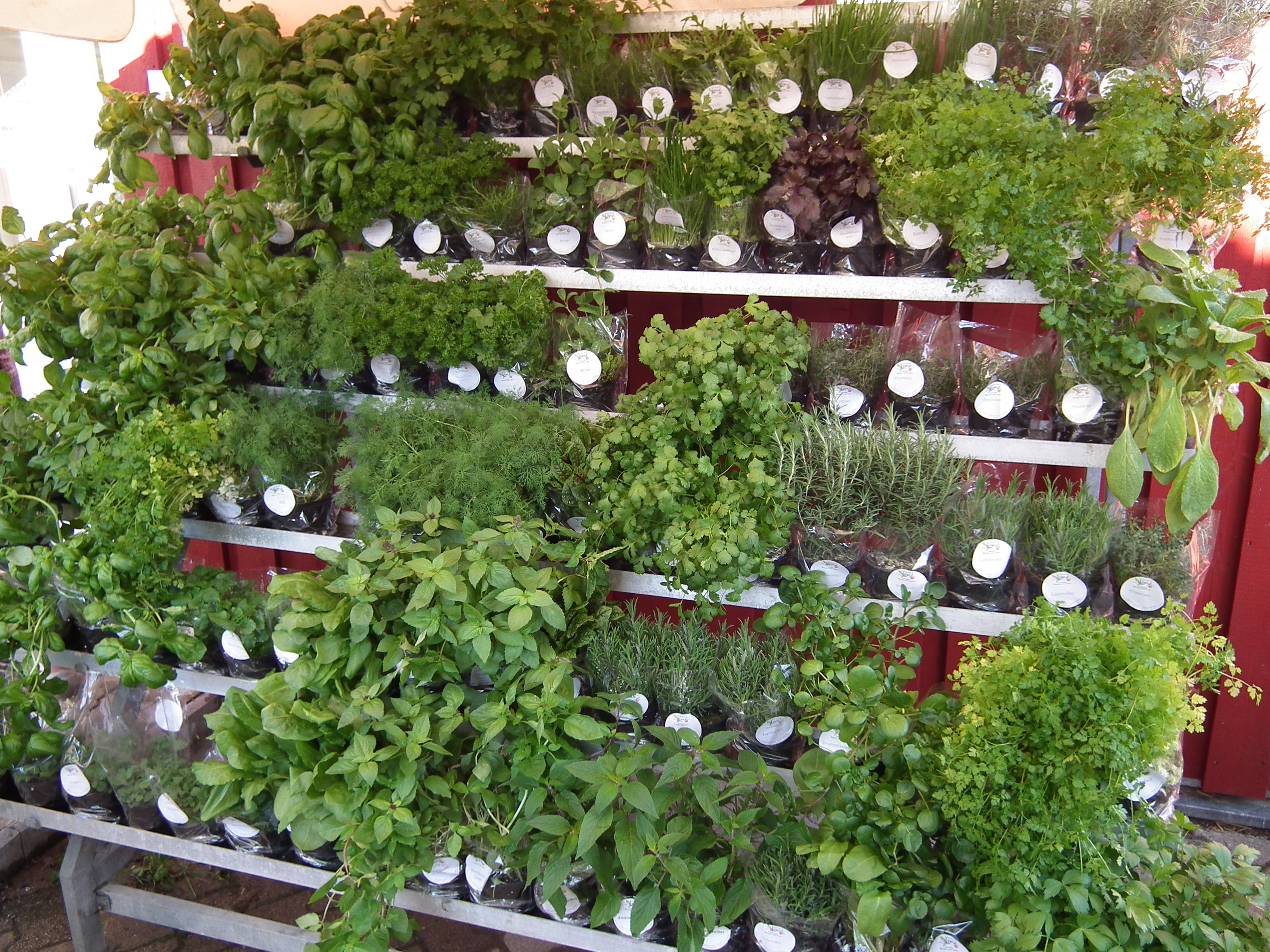
Fines herbes potagères.

### Sauce fines herbes
Prosper Montagné donne une sauce fines herbes : « Réduction de vin blanc avec échalotes, racines de persil, thym, laurier et, au dernier moment, cerfeuil et estragon. Mouiller de fond de veau déjà réduit, ajouter le jus d’un demi-citron et passer à l’étamine. Observation. On remarquera que dans toutes les réductions où figurent le cerfeuil et l’estragon, nous n’ajoutons ces herbes qu’au dernier moment. Ce système a pour but d’éviter l’âcreté qui résulterait de l’ébullition trop prolongée de ces herbes aromatiques. » Elle est traduite en allemand par Kräutersoße, en anglais par fines herbes sauce.
Paul Bocuse donne une « sauce verte aux herbes » sans vinaigre, remplacé par du jus de citron.

### Sauce à la menthe
Menthe hachée, vinaigre et sucre constituent les ingrédients de la sauce à la menthe, la mint sauce que les Irlandais et les Britanniques allongent au yaourt et servent sur l'agneau rôti ou sur les petits pois.

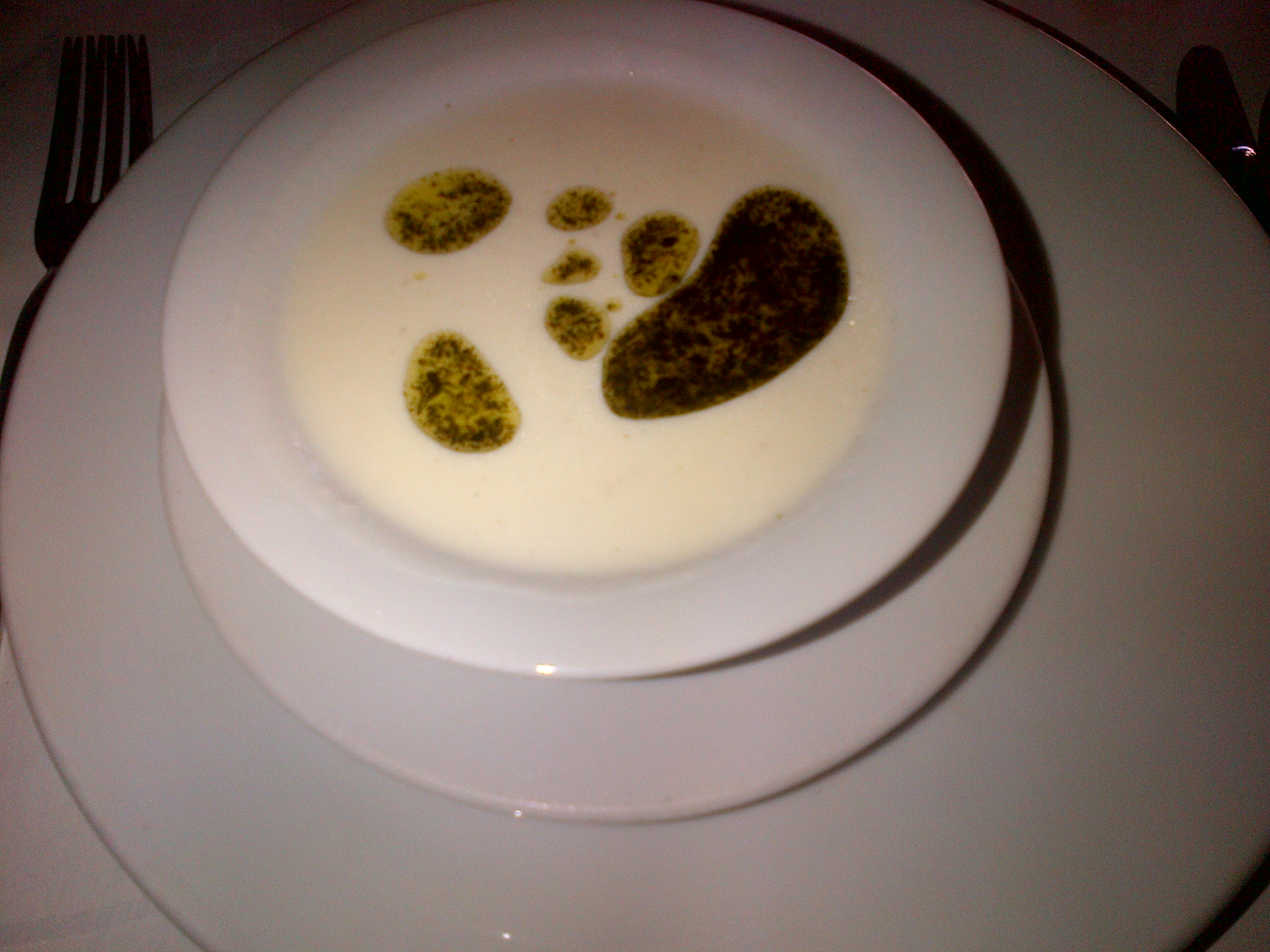
Soupe turque de Gaziantep, la yuvalama (bouillon d'agneau, pois chiches, riz, yaourt, farine et œufs) servie avec une sauce verte.

### Sauce verte asiatique
La composition type de la sauce verte ซอสเขียว (sxs̄ k̄heīyw) thaï est le piment rouge, l'échalote, l'ail, le basilic thaï, des feuilles de menthe, de la sauce de poisson, du sucre et du jus de citron[réf. nécessaire]. Elle ne doit pas être confondue avec la ปรุงรสฝาเขียวตราภูเขาทอง (prung rs̄ f̄ā k̄heīyw trā p̣hūk̄heāthxng) ou Assaisonnement Golden Mountain, bouteille à bouchon vert mais qui n'est pas verte. De même, la sauce d'huître ou la sauce de soja sont commercialisées par Kikkoman avec étiquettes verte ou rouge, qui n'ont rien à voir avec la couleur de la sauce mais avec le niveau de sel.
En Chine, la sauce verte 青酱 (qīng jiàng) est également colorée au basilic[réf. nécessaire].

### Sauces vertes américaines
La salsa verde mexicaine est à base de tomatilles, de coriandre et de piment jalapeño écrasés dans l'huile d'olive ; la version du Nouveau-Mexique utilise une base de piment vert.

#### Chimichurri

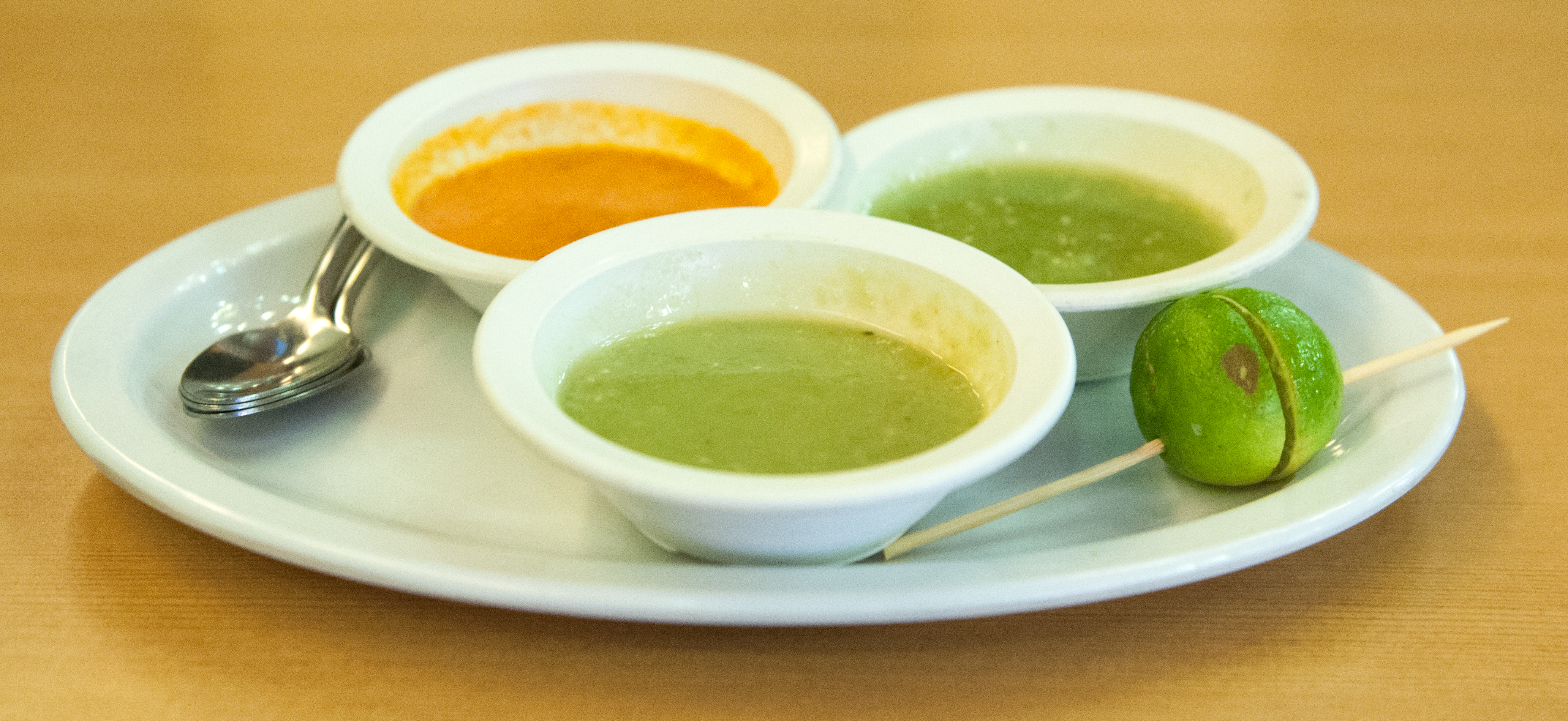
Sauces piquantes mexicaines.

Le chimichurri est une sauce verte piquante qui existe aussi en rouge (avec de la tomate). Elle sert à la fois de sauce et de marinade. Elle est utilisée en Argentine, en Uruguay, au Nicaragua  et jusqu'au Mexique sur les viandes grillées et le chorizo.

### Béchamel verte
La béchamel (lait lié à la farine avec corps gras) verdie aux herbes porte aussi le nom de sauce verte. Cette sauce se rencontre souvent dans la cuisine pour les bébés, chaude avec les filets de poisson.

## Usages
Ses multiples accompagnements sont aussi ceux de la ravigote, ceux de la rémoulade, de la gribiche (la tête de veau est aussi donnée à la sauce verte) ou de la tartare, et plus généralement des mayonnaises, vinaigrettes et dérivés. On ne peut pas être exhaustif tant les utilisations des sauce vertes sont nombreuses.

### Avec les œufs, les viandes
Avec les œufs durs (et les pommes de terre), y compris les œufs de caille, avec l'omelette, les œufs farcis.

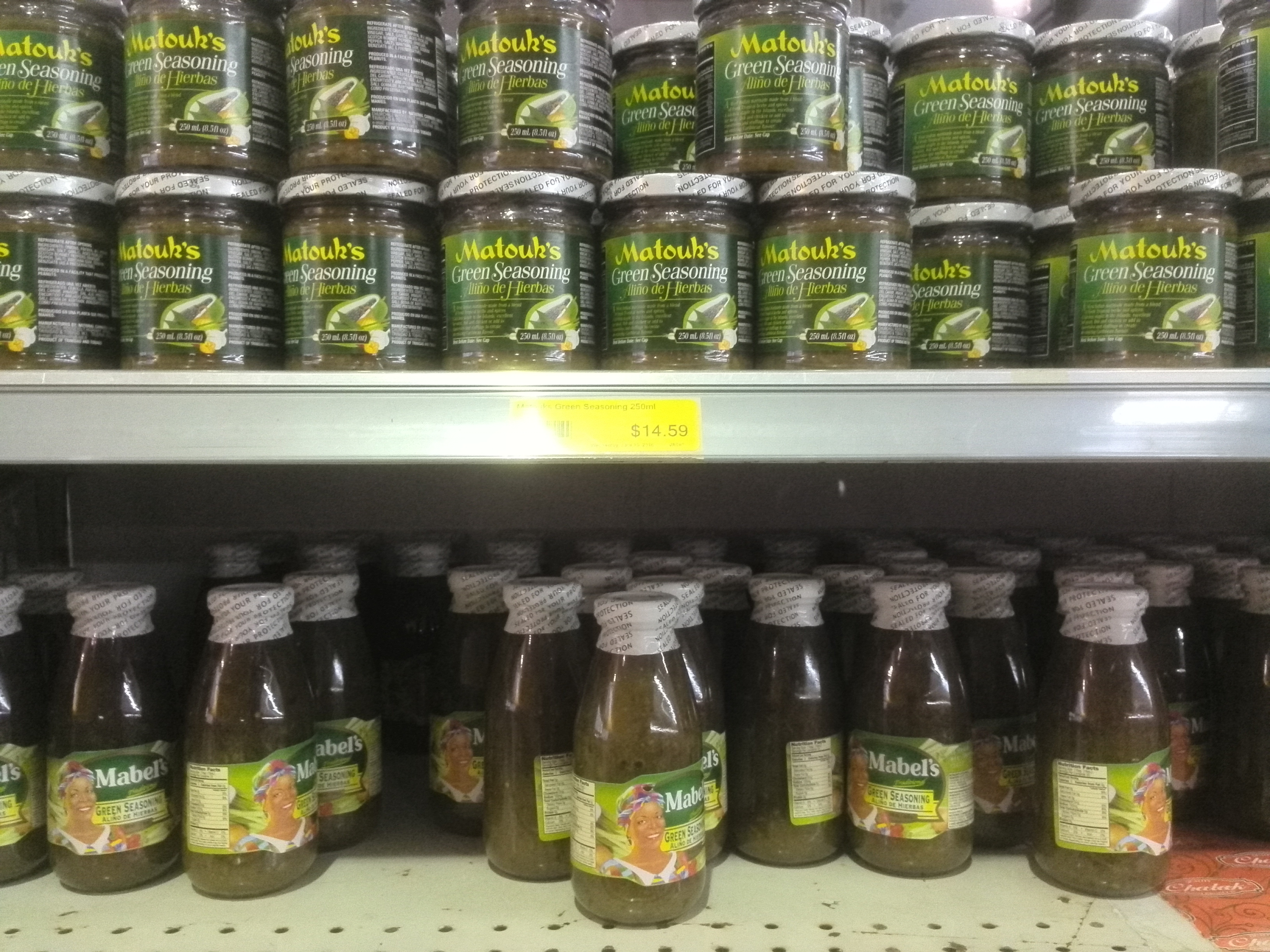
Sauces vertes.

Elle accommode aussi les viandes chaudes ou froides, le filet de bœuf grillé ou les volailles, etc.

### Les salades, les légumes, les pâtes
Cette sauce accompagne les salades de lentilles et d'avocat, les tomates, le céleri, la pomme de terre (chips, cuites au four ou à l'eau) à la sauce verte, avec les pâtes (farfalles, spaghetti, fusilli).

### Poissons et crustacés
Le saumon à la sauce verte est un grand classique, ainsi que la truite. On peut citer également le colin, les rougets, les sardines, le homard et les crevettes.

## Anthologie
- François Rabelais, Le Tiers Livre, Chap. II - Comment Panurge fut faict chastellain de Salmiguondin en Dipsodie, & mangea son bled en herbe[71]. Effets favorables de la sauce verte (1546).

« De bled en herbe vous faictez belle saulse verde, de legière concoction : de facile digestion. Laquelle vous esbanoist le cerveau, esbaudist les espritz animaulx, resiouist la veue, ouvre l’appetit, delecte le goust, assère le cœur, chatouille la langue, faict le tainct clair, fortifie les muscles, tempère le sang, alliège le diaphragme, refraischit le foye, desoppile la ratelle, soulaige les roignons, assoupist les reins, desgourdist les spondyles, vuide les uretères, dilate les vases spermaticques, abbreuie les cremastères, expurge la vessie, enfle les genitoires, corrige le prepuce, incruste le balane, rectifie le membre : vous faict bon ventre, bien rotter, vessir, peder, fianter, uriner, esternuer, sangloutir, toussir, cracher, vomiter, baisler, mouscher, haleiner, inspirer, respirer, ronfler, suer, dresser le virolet, & mille autres rares adventaiges. »